# Wilson Chandler
Wilson Chandler (nascido em 10 de maio de 1987) é um americano jogador de basquete profissional que joga no Brooklyn Nets da National Basketball Association (NBA).
Anteriormente, ele jogou pelo Zhejiang Lions, da Associação Chinesa de Basquete, durante a greve da NBA em 2011 e pelo New York Knicks e Denver Nuggets da NBA. Ele jogou basquete universitário na Universidade DePaul antes de ser selecionado pelos Knicks na primeira rodada do Draft da NBA de 2007.

## Início da vida e carreira no ensino médio
Ao crescer em Benton Harbor, Michigan, a três horas de carro de Detroit e a duas horas de Chicago, Chandler foi criado por seus avós.
Ele começou a jogar basquete na Fairplain East Elementary School, uma escola em Benton Harbor, quando estava na quinta série; mais tarde, ele frequentou a Benton Harbor High School. Em seu terceiro ano, ele teve médias de 22,4 pontos e 12 rebotes quando ele ajudou a equipe a alcançar o recorde de 19–4. Em seu último ano, ele teve uma média de 24 pontos, 12 rebotes, cinco assistências e quatro bloqueios por jogo. Naquele ano, a equipe permaneceu invicto durante a temporada regular e foram classificados como o número 1 no estado. Eles foram derrotados pelo eventual campeão estadual Holt High School na final regional. 
Chandler foi nomeado Sr. Basketball de Michigan em 2005.

## Carreira na faculdade
Chandler foi recrutado por Michigan, Ohio, Indiana, Purdue e Dayton; no entanto, ele se comprometeu com a Universidade DePaul no final de 2004. 
Durante sua temporada de calouro, ele alcançou uma média de 10,6 pontos e 7,2 rebotes (10º melhor na Big East) por jogo. Em 10 de dezembro de 2005, ele registrou 16 rebotes contra Dayton, maior marca de um calouro desde que Quentin Richardson teve 16 em 1999. Ele ganhou o prêmio de Novato da Semana da Big East duas vezes naquela temporada e também foi nomeado para a Equipe de Calouros da Big East. 
Durante sua segunda temporada, ele teve uma média de 14,7 pontos, 6,9 rebotes e 1,4 bloqueios por jogo. Nesse ano,  Chandler foi nomeado para a Segunda-Equipe da Big East. 
Ele deixou a faculdade em décimo lugar na lista de todos os tempos em arremessos bloqueados com 86.

## Carreira profissional

### New York Knicks (2007-2011)

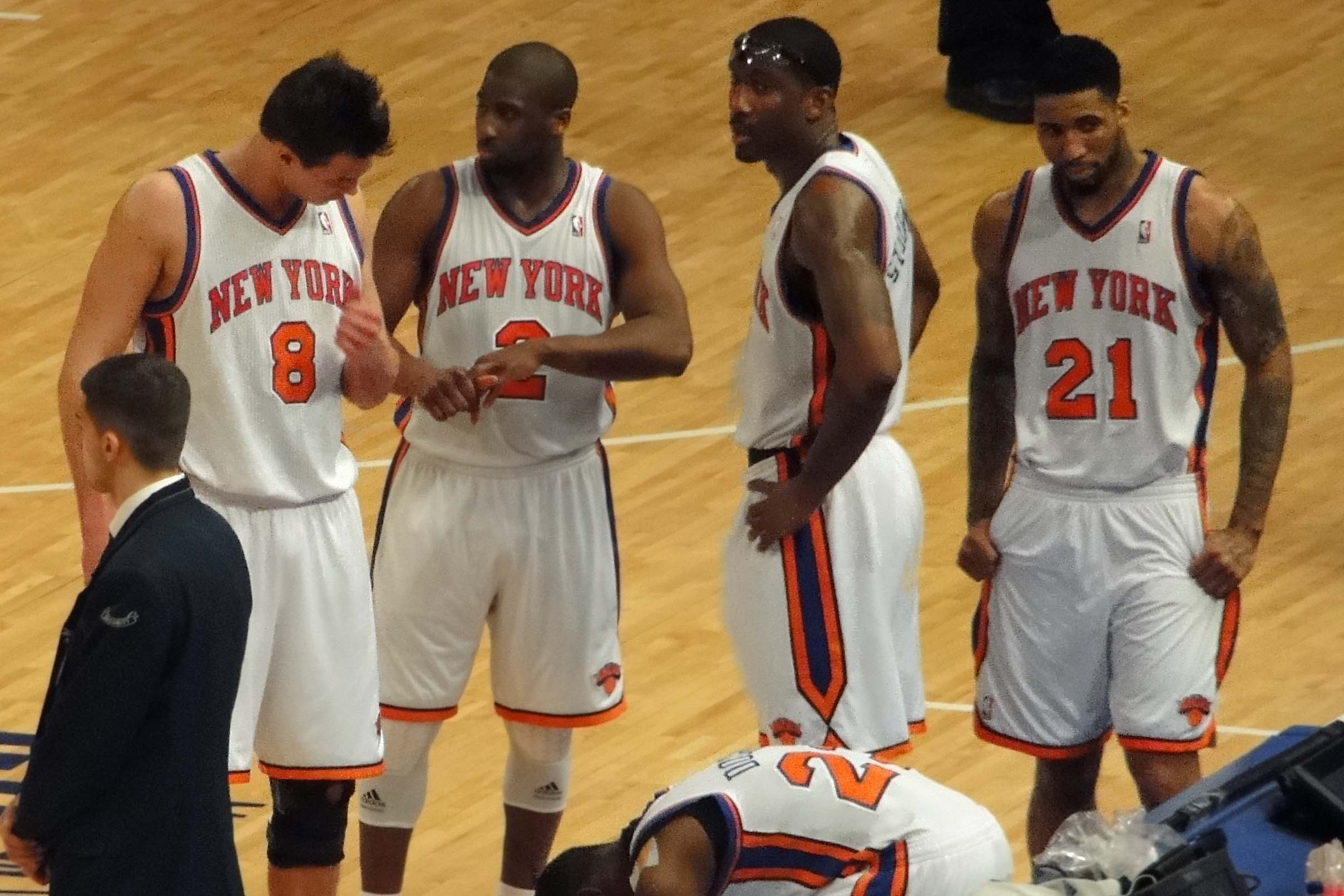
Chandler (#21) com os Knicks em janeiro de 2011

Em abril de 2007, Chandler decidiu inserir seu nome no Draft da NBA de 2007, após uma cuidadosa consideração. Antes de entrar no draft, ele contratou Chris Grier como seu agente. O New York Knicks conversou com seu agente e disseram que estavam interessados nele. Isiah Thomas, gerente geral da equipe, tinha contatos muito bons na Universidade DePaul e havia ido vê-lo na faculdade.
Em 28 de junho de 2007, Chandler foi selecionado pelos Knicks com a 23º escolha geral no Draft de 2007. Em seu primeiro jogo em 13 de novembro de 2007, ele registrou 8 pontos, 2 rebotes e um roubo de bola. Ele teve seu melhor jogo em 6 de abril de 2008, marcando 23 pontos contra o Orlando Magic. Ele terminou a temporada com média de 7,3 pontos por jogo.
Na temporada de 2008-09, sob o comando do treinador Mike D'Antoni, Chandler viu seu papel no Knicks se expandir. Ele terminou a temporada com média de 14,4 pontos e 5,4 rebotes por jogo, enquanto jogou em todos os 82 jogos.
Em 65 jogos na temporada de 2009-10, Chandler teve uma média de 15,3 pontos, 5,4 rebotes e 2,1 assistências.
Em 11 de novembro de 2010, em uma derrota para o Golden State Warriors, Chandler teve seu dente da frente inadvertidamente nocauteado por David Lee. Chandler ficou de fora por alguns minutos antes de retornar ao jogo para terminar com 27 pontos e 3 bloqueios. Em 9 de fevereiro de 2010, Chandler fez 35 pontos contra o Sacramento Kings mas os Knicks perderam por 118-114. Os Knicks mais uma vez terminou a temporada com um péssimo recorde de 29-53 e não foram para os playoffs.
Em 6 de janeiro de 2011, o GM dos Knicks, Donnie Walsh, indicou sua intenção de assinar um acordo de longo prazo com Chandler. Ele estava aproveitando sua melhor temporada com os Knicks e teve seu melhor jogo da temporada em um esforço de 31 pontos contra o San Antonio Spurs em 4 de janeiro de 2011.

### Denver Nuggets (2011)
Em 22 de fevereiro de 2011, Chandler foi negociado com o Denver Nuggets em um acordo de três partes que também envolveu o Minnesota Timberwolves e enviou Carmelo Anthony para Nova York.
Chandler teve um impacto imediato em sua estréia pelos Nuggets, marcando 16 pontos em uma vitória sobre o Boston Celtics.
Em Denver, Chandler teve que se adaptar a um ataque mais aberto. Os Nuggets, com a adição dele e de Danilo Gallinari e Raymond Felton, teve uma das equipes mais profundas e explosivas da NBA. Eles terminaram em 5° na conferência com um recorde de 50-32. 
Em seu primeiro playoffs, Chandler teve médias de apenas 4,8 pontos e 5,0 rebotes em 23 minutos de jogo na primeira derrota contra o Oklahoma City Thunder.

### China (2011–2012)
Em agosto de 2011, no meio de uma greve da NBA, Chandler assinou com o Zhejiang Lions da Associação Chinesa de Basquete. Sobre essa decisão, Chandler disse: "Talvez eu perca, mas acho que pode ser uma ótima experiência. Não participei de nenhuma reunião [de negociação trabalhista]. Não posso ligar. Estou apenas aceitando um risco". Seu acordo não tinha uma cláusula de saída, o que significava que Chandler não retornaria até depois da pausa para o All-Star. Se Chandler não tivesse assinado com um time chinês, ele teria sido um agente livre restrito.
Em sua estréia, Chandler teve 43 pontos, 22 rebotes e 4 assistências em 50 minutos de uma vitória por 118-115 sobre o Tianjin Ronggang. Ele seguiu sua performance de estréia registrando 28 pontos, 12 rebotes e 2 assistências contra o Qingdao DoubleStar em uma vitória por 111-94. Chandler registrou 42 pontos, 10 rebotes e 3 roubadas de bola na primeira derrota do Zhejiang contra o Shandong Lions. 
Com a ajuda de Chandler, os Lions acabou chegando aos playoffs para jogar contra o Beijing Ducks na primeiro rodada. Infelizmente, ele não participou dos playoffs e, como resultado, Zhejiang foi varrido pelos Ducks.

### Retorno para Denver (2012–2018)

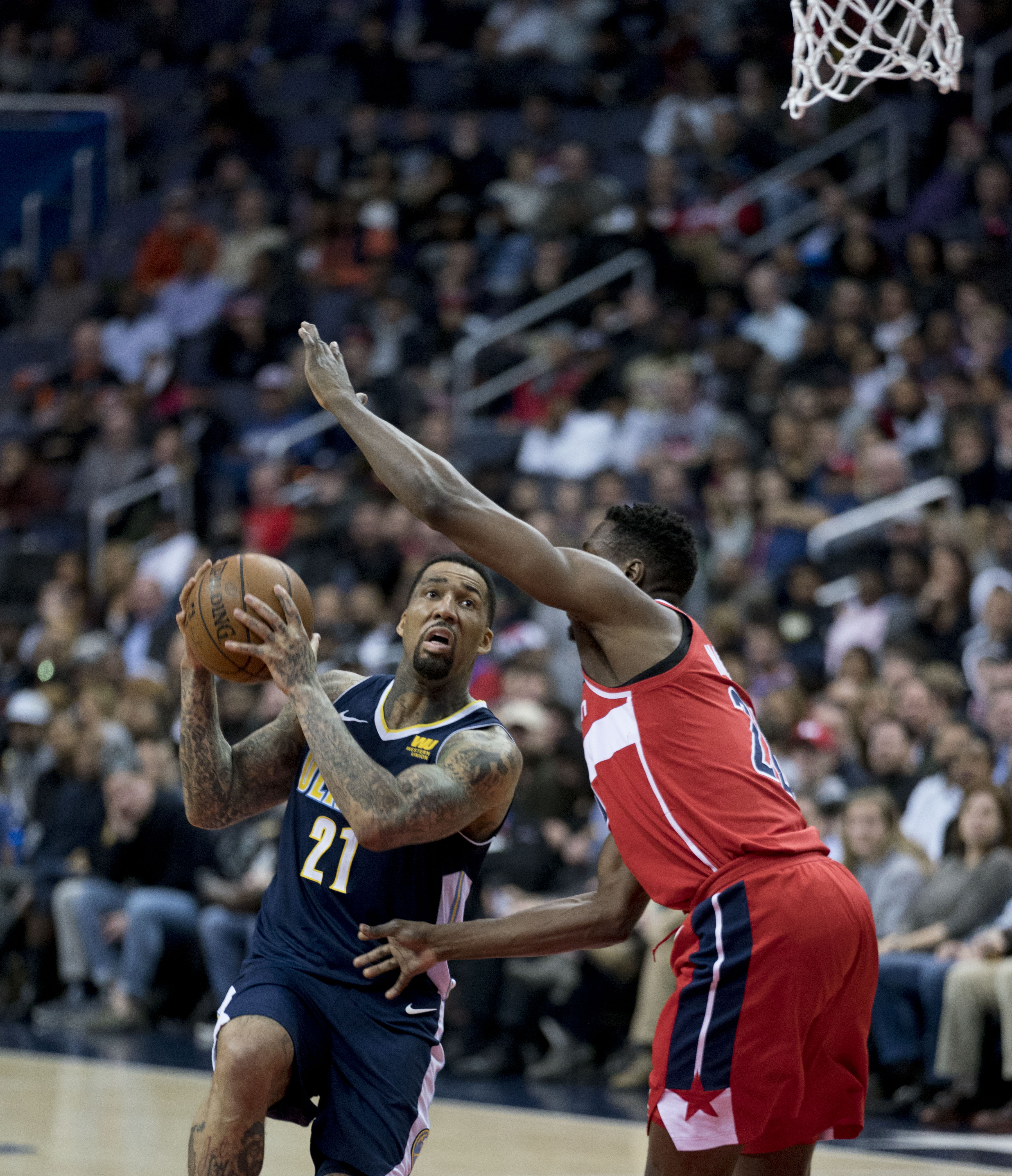
Chandler com o Nuggets em março de 2018

Depois que Zhejiang foi varrido dos playoffs, Chandler conseguiu assinar novamente com os Nuggets, retornando assim à NBA. Em 18 de março de 2012, Chandler assinou um contrato com o Denver Nuggets no valor de US $ 37 milhões por 5 anos. No entanto, ele sofreu uma lesão no quadril esquerdo e teve que se submeter a uma cirurgia que o retirou da temporada depois de jogar apenas 8 jogos.
Em 11 de julho de 2015, Chandler assinou uma extensão de contrato de vários anos com os Nuggets. Em 11 de novembro de 2015, ele foi descartado por toda a temporada de 2015-16, depois de precisar de uma cirurgia para reparar uma lesão no quadril direito.
Em 7 de março de 2017, Chandler marcou 36 pontos em uma vitória por 108-96 sobre o Sacramento Kings.

### Philadelphia 76ers (2018-2019)
Em 6 de julho de 2018, Chandler e uma futura escolha de segunda rodada de draft foram negociados para o Philadelphia 76ers em troca de considerações em dinheiro.
Ele perdeu os nove primeiros jogos da temporada de 2018-19 com uma lesão no tendão, estreando em 3 de novembro contra o Detroit Pistons, pegando quatro rebotes em 10 minutos.

### Los Angeles Clippers (2019)
Em 6 de fevereiro de 2019, Chandler foi negociado, junto com Mike Muscala, Landry Shamet e várias seleções de draft futuros, para o Los Angeles Clippers em troca de Tobias Harris, Boban Marjanović e Mike Scott.

### Brooklyn Nets (2019 – Presente)
Em 8 de julho de 2019, Chandler assinou com o Brooklyn Nets com um contrato mínimo de veterano de um ano. Em 29 de agosto, Chandler foi suspenso pela NBA por 25 jogos pelo uso de drogas para melhorar o desempenho (PED).

## Estatísticas

### NBA

#### Temporada regular
| Ano      | Time         | PJ  | MPJ  | AP   | 3P   | LL   | RT  | AS  | BR  | TO  | PPJ  |
| -------- | ------------ | --- | ---- | ---- | ---- | ---- | --- | --- | --- | --- | ---- |
| 2007–08  | New York     | 35  | 19.6 | .438 | .300 | .630 | 3.6 | .9  | .4  | .5  | 7.3  |
| 2008–09  | New York     | 82  | 33.4 | .432 | .328 | .795 | 5.4 | 2.1 | .9  | .9  | 14.4 |
| 2009–10  | New York     | 65  | 35.7 | .479 | .267 | .806 | 5.4 | 2.1 | .7  | .8  | 15.3 |
| 2010–11  | New York     | 51  | 34.5 | .461 | .351 | .807 | 5.9 | 1.7 | .7  | 1.4 | 16.4 |
| 2010–11  | Denver       | 21  | 30.6 | .419 | .347 | .810 | 5.0 | 1.6 | .7  | 1.1 | 12.5 |
| 2011–12  | Denver       | 8   | 26.9 | .392 | .250 | .833 | 5.1 | 2.1 | .8  | .8  | 9.4  |
| 2012–13  | Denver       | 43  | 25.1 | .462 | .413 | .793 | 5.1 | 1.3 | 1.0 | .3  | 13.0 |
| 2013–14  | Denver       | 62  | 31.1 | .416 | .348 | .724 | 4.7 | 1.8 | .7  | .5  | 13.6 |
| 2014–15  | Denver       | 78  | 31.7 | .429 | .342 | .775 | 6.1 | 1.7 | .7  | .4  | 13.9 |
| 2016–17  | Denver       | 71  | 30.9 | .461 | .337 | .727 | 6.5 | 2.0 | .7  | .4  | 15.7 |
| 2017–18  | Denver       | 74  | 31.7 | .445 | .358 | .772 | 5.4 | 2.1 | .6  | .5  | 10.0 |
| 2018–19  | Philadelphia | 36  | 26.4 | .440 | .390 | .722 | 4.7 | 2.0 | .6  | .5  | 6.7  |
| 2018–19  | Clippers     | 15  | 15.1 | .348 | .325 | .714 | 3.1 | .7  | .2  | .2  | 4.3  |
| Carreira | Carreira     | 641 | 30.5 | .444 | .343 | .768 | 5.3 | 1.8 | .7  | .6  | 12.9 |

#### Playoffs
| Ano      | Time          | PJ | MPJ  | AP   | 3P   | LL    | RT  | AS  | BR  | TO | PPJ  |
| -------- | ------------- | -- | ---- | ---- | ---- | ----- | --- | --- | --- | -- | ---- |
| 2011     | Denver        | 5  | 23.0 | .276 | .143 | .778  | 4.4 | .4  | .6  | .8 | 4.8  |
| 2013     | Denver        | 6  | 34.2 | .355 | .310 | .750  | 5.5 | 1.3 | 1.3 | .5 | 12.0 |
| 2019     | L.A. Clippers | 4  | 13.0 | .313 | .100 | 1.000 | 1.5 | .5  | .5  | .0 | 3.8  |
| Carreira | Carreira      | 15 | 24.8 | .331 | .239 | .800  | 4.1 | .8  | .9  | .5 | 7.4  |

### CBA
| Ano     | Time     | PJ | MPJ  | AP   | 3P   | LL   | RT   | AS  | BR  | TO | PPJ  |
| ------- | -------- | -- | ---- | ---- | ---- | ---- | ---- | --- | --- | -- | ---- |
| 2011–12 | Zhejiang | 32 | 34.6 | .514 | .291 | .763 | 11.6 | 2.3 | 1.4 | .8 | 26.6 |

### Universitário
| Ano      | Time     | PJ | MPJ  | AP   | 3P   | LL   | RT  | AS  | BR | TO  | PPJ  |
| -------- | -------- | -- | ---- | ---- | ---- | ---- | --- | --- | -- | --- | ---- |
| 2005–06  | DePaul   | 25 | 30.2 | .436 | .211 | .667 | 7.2 | 1.0 | .8 | 1.6 | 10.6 |
| 2006–07  | DePaul   | 34 | 31.7 | .450 | .333 | .654 | 6.9 | 1.4 | .6 | 1.4 | 14.6 |
| Carreira | Carreira | 59 | 31.1 | .445 | .303 | .659 | 7.1 | 1.2 | .7 | 1.5 | 12.9 |

Fonte:

## Ligações Externas
- Perfil na NBA